# ポリー・アン・ヤング
ポリー・アン・ヤング（Polly Ann Young、1908年10月25日 - 1997年1月21日）は、アメリカ合衆国の女優。

## 出演作品
- ベラ・ルゴシの幽霊の館
- 科学者ベル
- ユタから来た男